# Rhanidophora lutatus
Rhanidophora lutatus là một loài bướm đêm trong họ Noctuidae.